# Giulia Baldini
Giulia Baldini (Lugo, 22 marzo 1994) è una calciatrice italiana, di ruolo attaccante.

## Carriera
Giulia Baldini si appassiona allo sport fin dalla giovane età tesserandosi con la società sportiva dove risiede, l'Atletica Lugo, dove svolge attività agonistica nella disciplina dell'atletica leggera. Oltre all'atletica coltiva anche la passione per il calcio e si tessera con il Packcenter Imola dove, giocando in una squadra completamente femminile, è inserita in rosa inizialmente nelle sue formazioni giovanili, giocando negli ultimi anni contemporaneamente nella squadra che disputa il Campionato Primavera regionale e in quella titolare che partecipa al campionato di Serie B, l'allora terzo livello del campionato italiano femminile di calcio.
Nell'estate 2010, a 16 anni, decide di compiere un salto qualitativo trovando un accordo con l'Imolese per giocare in Serie A2. Nella nuova società matura ulteriormente confermandosi nelle tre stagioni successive come una delle più promettenti e prolifiche attaccanti del torneo, aggiungendo alle 5 reti siglate nella prima i 44 gol realizzati nelle ultime due, ottenendo anche il titolo di capocannoniere del Girone C del torneo con 21 reti.
Nel calciomercato estivo del 2013 sottoscrive un nuovo contratto con la Riviera di Romagna cogliendo l'occasione di disputare la sua prima stagione in Serie A, massimo livello del campionato italiano femminile di calcio. Con i nuovi colori giallo-rosso-blu gioca due stagioni, allenata da Giuseppe Lorenzo ed Enrico Buonocore, la prima parzialmente compromessa da un problema al ginocchio destro, rimanendo fino alla stagione 2014-2015, alla cui fine la squadra viene retrocessa in Serie B dopo i play-out con il San Zaccaria. Si congeda dalla società con un tabellino personale di 10 reti segnate su 49 presenze in campionato.
All'apertura del calciomercato estivo 2015 Baldini coglie l'opportunità di rimanere in Serie A accordandosi con il San Zaccaria, che la inserisce in rosa dalla stagione 2015-2016 sotto la guida del mister Marinella Piolanti.

## Statistiche

### Presenze e reti nei club
Statistiche aggiornate al 15 ottobre 2023.
| Stagione                  | Squadra                   | Campionato                | Campionato | Campionato | Coppe nazionali | Coppe nazionali | Coppe nazionali | Totale | Totale |
| Stagione                  | Squadra                   | Comp                      | Pres       | Reti       | Comp            | Pres            | Reti            | Pres   | Reti   |
| ------------------------- | ------------------------- | ------------------------- | ---------- | ---------- | --------------- | --------------- | --------------- | ------ | ------ |
| 2008-2009                 | Packcenter Imola          | B                         | 1          | 0          | CI              | 0               | 0               | 1      | 0      |
| 2009-2010                 | Packcenter Imola          | B                         | 18         | 4          | CI              | 0               | 0               | 18     | 4      |
| Totale Packcenter Imola   | Totale Packcenter Imola   | Totale Packcenter Imola   | 19         | 4          |                 | 0               | 0               | 19     | 0      |
| 2010-2011                 | Imolese                   | A2                        | 19         | 4          | CI              | 0               | 0               | 19     | 4      |
| 2011-2012                 | Imolese                   | A2                        | 23         | 23         | CI              | 1               | 1               | 24     | 24     |
| 2012-2013                 | Imolese                   | A2                        | 21         | 21         | CI              | 2               | 1               | 23     | 22     |
| Totale Imolese            | Totale Imolese            | Totale Imolese            | 63         | 48         |                 | 3               | 2               | 65     | 49     |
| 2013-2014                 | Riviera di Romagna        | A                         | 25         | 7          | CI              | 4               | 4               | 29     | 11     |
| 2014-2015                 | Riviera di Romagna        | A                         | 24         | 3          | CI              | 3               | 3               | 27     | 6      |
| Totale Riviera di Romagna | Totale Riviera di Romagna | Totale Riviera di Romagna | 49         | 10         |                 | 7               | 7               | 56     | 17     |
| 2015-2016                 | San Zaccaria              | A                         | 19         | 5          | CI              | 2               | 3               | 21     | 8      |
| 2016-2017                 | San Zaccaria              | A                         | 19+1       | 9          | CI              | 3               | 2               | 23     | 11     |
| 2017-2018                 | San Zaccaria              | A                         | 21+1       | 1          | CI              | 4               | 0               | 26     | 1      |
| Totale San Zaccaria       | Totale San Zaccaria       | Totale San Zaccaria       | 61         | 15         |                 | 9               | 5               | 70     | 20     |
| 2018-2019                 | San Marino                | C                         | ?          | ?          | CIC             | ?               | ?               | ?      | ?      |
| 2019-2020                 | San Marino                | B                         | 14         | 0          | CI              | ?               | ?               | 14+    | 0+     |
| 2020-2021                 | San Marino                | A                         | 18         | 2          | CI              | 1               | 0               | 19     | 2      |
| 2021-2022                 | San Marino                | B                         | 22         | 1          | CI              | 2               | 0               | 24     | 1      |
| 2022-2023                 | San Marino                | B                         | 17         | 3          | CI              | 1               | 0               | 18     | 3      |
| Totale San Marino         | Totale San Marino         | Totale San Marino         | 71+        | 6+         |                 | 4+              | 0+              | 75+    | 6+     |
| 2023-2024                 | Ravenna                   | B                         | 0          | 0          | CI              | 0               | 0               | 0      | 0      |
| Totale carriera           | Totale carriera           | Totale carriera           | 263+       | 83+        |                 | 23+             | 14+             | 286+   | 97+    |

## Palmarès
- Capocannoniere Serie A2: 1

Imolese: 2012-2013 (Girone C: 21 gol)